# Megachile staudingeri
Megachile staudingeri är en biart som beskrevs av Heinrich Friese 1905. Megachile staudingeri ingår i släktet tapetserarbin, och familjen buksamlarbin. Inga underarter finns listade i Catalogue of Life.